# Komorní Lhotka
Komorní Lhotka (v místním nářečí a polsky Ligotka Kameralna, německy Kameral (Cameral) Elgoth) je obec v okrese Frýdek-Místek v jihovýchodní části Moravskoslezského kraje. Žije zde přibližně 1 500 obyvatel. Značnou část obyvatel tvoří početná polská menšina.
Komorní Lhotka náleží do správního obvodu obce s rozšířenou působností (SO ORP) Třinec. Ve vzdálenosti deset kilometrů východně leží město Třinec, jedenáct kilometrů severovýchodně město Český Těšín, třináct kilometrů západně město Frýdek-Místek a čtrnáct kilometrů jihozápadně město Frýdlant nad Ostravicí.

## Poloha a vybavenost obce
Komorní Lhotka se rozkládá na severním úpatí Moravskoslezských Beskyd, v údolích mezi horami Godulou (738 m), Ropičkou (918 m) a Prašivou (843 m). Ze severu sousedí s obcemi Horní Tošanovice a Hnojník, z východu s obcemi Smilovice a Řeka, z jihu s obcí Morávka a ze západu s obcemi Vyšní Lhoty a Dobratice.
Obec je hlavním protagonistou rozvoje cestovního ruchu v mikroregionu obcí povodí Stonávky, která v katastru obce pramení a obcí protéká. Charakter obce je přímo utvářen horským reliéfem Moravskoslezských Beskyd, v jejichž údolích se obec nachází. Pěší trasy, cyklotrasy, případně koňské stezky, které hustě protkávají okolní krajinu, nabízejí řadu možností pro odpočinek a sportovní vyžití.  
Část obce Komorní Lhotka je v důsledku svého urbanistického vývoje vesnickou památkovou zónou. Lze tu vidět typické těšínské roubené chalupy i s jejich hospodářskými budovami a seníky.
V současnosti je obec atraktivním místem pro turistiku, sport a relaxaci. V roce 2005 byla vybudována víceúčelová sportovní hala, která je k dispozici jak sportovcům, tak příznivcům společenských akcí. V obci působí aktivně několik sdružení a spolků jako Klíč, ZO Českého zahrádkářského svazu, Sbor dobrovolných hasičů, Myslivecké sdružení Hnojník-Komorní Lhotka, Sportovně společenský klub, PZKO. V poslední době se stal již tradiční společenskou záležitostí v obci Ligotský jarmark, pořádaný od roku 2000 vždy poslední sobotu v červenci.

## Historie
První písemná zmínka o obci Komorní Lhotka pochází z roku 1455. Za spolehlivou zprávu o této obci však lze pokládat až údaj z listiny vydané 27. července  roku 1483. V 15. století náležela jako alodní majetek do rukou šlechticů těšínského knížectví. Majetkem těšínského komorního panství se stala až v pozdním feudalismu (od 2. poloviny 17. století). V 15. století, tedy v době založení, nesla název Bučkova Lhota, v roce 1506 pak Lhota, v 16. století Valašská Lhota a Střižná Lhota. V roce 1621 a 1646 je uváděna jako Ves Elgotka, v roce 1808 jako Litka, v roce 1885 znovu Lhotka a pak od roku 1894 se objevuje její současný název Komorní Lhotka. Ve 20. století po rozdělení Těšínska pak Ligotka Kameralna, německy Cameral Elgot. Občas se ve starých gruntovních knihách objevují názvy Střední či Prostřední Lhota, Ligotka Gnojnicka, Lhotka nad Hnojníkem a Líhotka.
Obec získala první pečetidlo spolu s velkou většinou komorních obcí v roce 1702. Nejstarší obecní pečeť je z roku 1702. Ovál o výšce 21 mm a šířce 25 mm nesl velmi obvyklé, jednoduše provedené znamení celého pluhu obráceného doleva. Majuskulní legenda s názvem obce a datací je situována mezi linku a linku s perlovcem: + ELGOTH+ANNO 1702. Pečetidlo bylo užíváno ještě v polovině 19. století. Po ní nesla pečeť vyobrazení vesničana s dýmkou a dvěma psy stojícími vedle stromu. Na počátku 20. století i v období první republiky měla Komorní Lhotka pouze nápisová razítka, nejprve s německou, později česko-polskou legendou.
Obec vznikla v epoše lánové kolonizace pravděpodobně ve druhé polovině 14. století. Původní obyvatelé vesnice byli pravděpodobně místního původu. Jejich jména v urbáři těšínského knížecího panství z roku 1577 dokládají příchod obyvatel z nedalekých Gut a Smilovic. Dosídlení obce v režii těšínských knížat bylo pak uskutečněno v souvislosti s příchodem Valachů do Těšínských Beskyd v první polovině 16. století. Byla rozsáhlou zemědělskou vsí se značným podílem pastvin a zalesněných ploch. Zdrojem obživy obyvatelstva kromě salašnictví bylo plátenictví a soukenictví. Obec patřila k jednomu z největších středisek plátenické výroby. V roce 1761 bylo v Komorní Lhotce také bělidlo plátna. Podomácké zpracování lnu a vlny se zde udrželo v tradiční podobě až do 50. let 20. století.
Těžké přírodní podmínky a feudální útlak vedly k odpírání poddanských povinností, k útěkům z hospodářství (gruntu) či zbojnictví (jak se odráží například v legendě o Ondrášovi a Jurášovi). Vojenské zatížení této oblasti bylo silné zvláště v období tzv. války o španělské dědictví ve druhé polovině 18. století. Částečné uklidnění přinesl až robotní patent z 6. 7. 1771, vydaný rakouskou císařovou Marií Terezií. Nicméně Těšínská komora se stále více snažila omezit relativní volnost místních horalů. To vedlo k odporu a selským rebeliím. V roce 1800 byla dokonce do Komorní Lhotky převelena posádka 30 mužů k jejich potlačení. 18. a 19. století bylo ve znamení snahy vrchnosti zvýšit výnosy z této oblasti. To však vzhledem k chudobě místního kraje vedlo k odporu poddaných. Postupně docházelo k zániku původního způsobu obživy. Zavedení železnice zrušilo provozované formanství. Docházelo k tomu, že lidé hledali práci mimo obec a nacházeli ji v okolních městech. Byl to především těžký průmysl – doly, hutě.
S obcí je svázána také lázeňská tradice. Malé lázničky vznikly v 19. století (1860) na svahu místní hory Godula. Zdejší pramenité vřídlo využil na svém pozemku místní sedlák Jiří Walica a vystavěl primitivní lázně se třemi dřevěnými vanami. Byly zde poskytovány koupele v odvarech z horských bylin. Od roku 1880 byl zde provozován vodoléčebný ústav tzv. Kurhotel. Prováděly se tady vodoléčebné kúry, bylinné koupele a léčila se hlavně onemocnění dýchacích cest. Obec byla oblíbená jako letovisko, kam dojížděli hosté z Těšínska, Opavy, Krakova, Brna, Vídně a Prahy. Tito hosté založili zvelebovací spolek, který měl okolo 50 členů. Za členské příspěvky jedna až čtyři rakouské koruny ročně byly upravovány chodníky, lavičky v místech vyhlídek, upravovaly se lesní studánky, petrolejové osvětlení komunikací apod. V roce 1910 měla obec 197 domů  a 1038 obyvatel , z nichž 1036 bylo trvale zaregistrováno, 979 (94,3%) bylo polsky, 29 (2,8%) německy a 28 (2,7%) česky mluvících. . Rozdělení podle náboženství bylo následující: 916 (88,2%) evangelíků, 116 (11,2%) katolíků, 3 (0,3%) stoupenci judaismu a 3 (0,3%) jiného náboženství nebo vyznání .

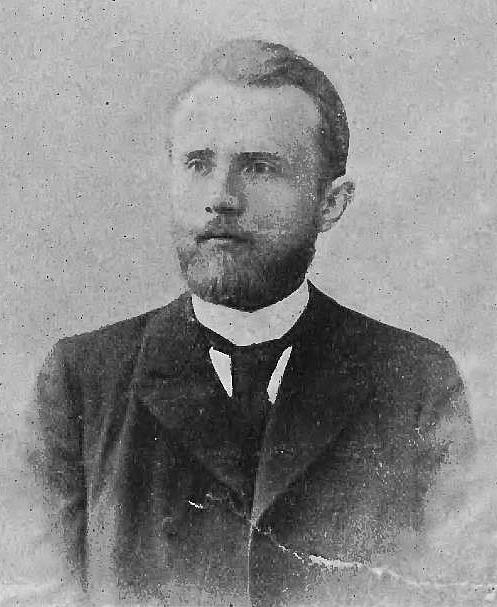
Farář Karol Kulisz

Pro obec je rovněž charakteristická přítomnost sociálních ústavů. Počátky sociální péče v Komorní Lhotce sahají do období před první světovou válkou. Šlo o poskytování pomoci sociálně nejpotřebnějším v církevních zařízeních. Útulek pro sociálně slabé byl zřízen z iniciativy evangelického faráře Karla Kulisze, vydržován spolkem Ewangelickie Stowarzyszenie Niewiast v Těšíně (tento spolek byl ustaven v Komorní Lhotce v roce 1926). V roce 1917 byl postaven Dům milosrdenství – Betezda. Kromě starých osob zde byly umístěny i děti s tělesnými a duševními poruchami. V roce 1935 byla dána do provozu další modernější budova – Sarepta. Druhá etapa ústavní sociální péče se odvíjela od roku 1953, kdy byl v Komorní Lhotce zřízen v objektu tzv. Českého srdce Ústav odpočinku pro přestárlé České katolické charity. Roku 1960 byly oba ústavy sloučeny v jeden hospodářský celek pod názvem Domov důchodců v Komorní Lhotce. V roce 1966 byly ústavy převedeny do státní správy. V současné době vlastní činnost sociální práce realizuje také ústředí Slezské diakonie a její jednotlivá střediska.
K církevním památkám náleží evangelický a římskokatolický kostel. V říjnu 1783 byl vybudovaný jednolodní evangelický kostel bez věže posvěcen. V roce 1850 byla dobudována věž. V souvislosti s výstavbou evangelického kostela je zmiňována také první školní budova v obci, která byla v roce 1784 vybudována jako dřevěná evangelická škola s farou v přízemí. O stavbu katolického kostela v Komorní Lhotce se zasloužil místní farář P. Alois Orel. Plány kostela vypracoval architekt Szweda z Vídně. K slavnostnímu založení římskokatolického kostela Božského Srdce Páně došlo roku 1883. Samotná stavba byla dokončena v roce k vysvěcení došlo v srpnu 1886. Kostel byl vybudován z godulského pískovce. V listopadu 1948 byla v obci vysvěcena adventistická modlitebna. 

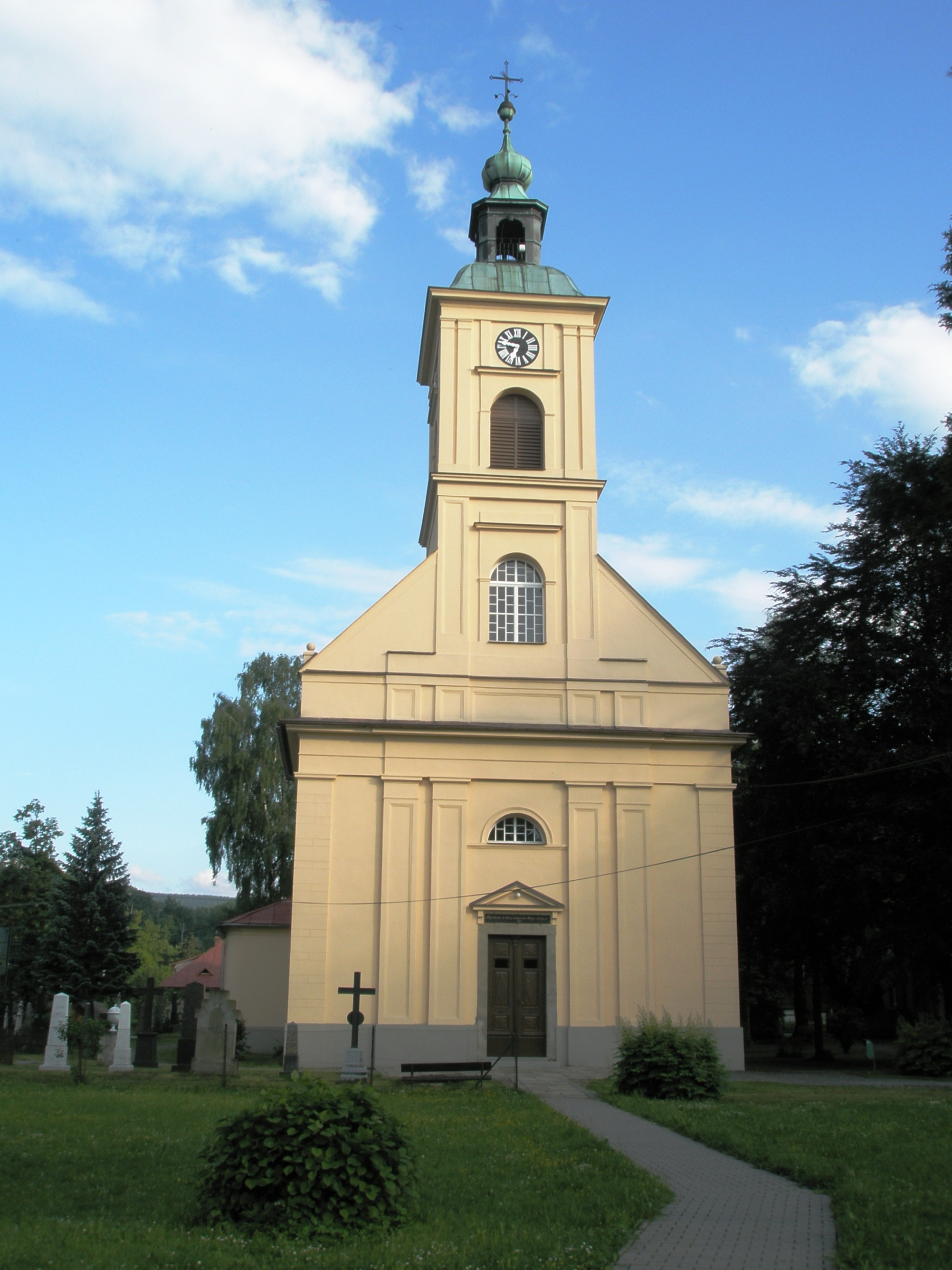
Evangelický toleranční kostel

V obci se nachází Základní škola T. G. Masaryka. I když historie školství v obci sahá do konce 18. století byl objekt současné školy vybudován i s přístavbou pro mateřskou školu v létě 1930 jako „Masarykova státní česká obecná škola v Komorní Lhotce“. Dnes se jedná o školu trojtřídní. První třída je samostatná a druhý a třetí ročník jsou spojeny, stejně tak jako čtvrtý a pátý ročník. Součástí školy je od 1. ledna 2003 školní jídelna a mateřská škola v objektu u evangelického kostela.
Na katastru obce se nacházejí také pomníky a památníky. Po první světové válce byl postaven z godulského pískovce uprostřed obce pomník válečným obětem. Za první světové války padlo z obce 17 občanů, za druhé světové války 37 občanů. Na paměť 10. výročí založení Československé republiky byl v roce 1928 na vrchu Godula postaven pomník. Toleranční památník byl postaven na západním svahu Goduly v roce 1936. Pomník na počest 30. výročí osvobození Československa i obce Komorní Lhotky Rudou armádou byl postaven na návsi v roce 1975.
Po roce 1945 byly v obci budovány služby pro občany, rekonstruovaly se komunikace a infrastruktura. Začala vznikat různá občanská sdružení a spolky, které vyvíjely činnost ve prospěch občanů. Rozvoj svobodného podnikání mohl znovu začít až po změně režimu na konci osmdesátých let 20. století. 

## Obyvatelstvo
| Rok            | 1869  | 1880  | 1890  | 1900  | 1910  | 1921  | 1930  | 1950  | 1961  | 1970  | 1980  | 1991 | 2001  | 2011  | 2021  |
| -------------- | ----- | ----- | ----- | ----- | ----- | ----- | ----- | ----- | ----- | ----- | ----- | ---- | ----- | ----- | ----- |
| Počet obyvatel | 1 146 | 1 164 | 1 129 | 1 020 | 1 038 | 1 054 | 1 066 | 1 063 | 1 082 | 1 095 | 1 111 | 996  | 1 097 | 1 250 | 1 521 |
| Počet domů     | 164   | 183   | 190   | 192   | 197   | 196   | 204   | 206   | 213   | 268   | 243   | 291  | 335   | 385   | 434   |

Věková struktura obyvatel obce Komorní Lhotka roku 2011

## Obecní správa
Mezi lety 1869–1979 Komorní Lhotka byla obcí v okrese Český Těšín (v letech 1869–1910 Těšín) (1869–1950) a později v okrese Frýdek-Místek. Od 1. ledna 1980 do 28. února 1990 patřila jako část obce k Hnojníku a od 1. března 1990 je opět samostatnou obcí.

### Starostové obce
- Jiří Walach († 1874)
- Adam Walach
- Karol Walach (?–1934)
- Karol Folwarczny (1935–1984)
- Vladislav Molin
- Stanislav Kisza
- Stanislav Ćmiel
- Miloslav Hampel

### Obecní symboly
Znak a vlajka byly obci uděleny rozhodnutím předsedy Poslanecké sněmovny Parlamentu České republiky dne 27. března 2000.

## Pamětihodnosti
- Evangelický kostel
- Římskokatolický kostel Božského Srdce Páně
- Toleranční památník
- Dřevěné roubenky